# Горнолыжный спорт на зимних Олимпийских играх 1960
Соревнования по горнолыжному спорту на зимних Олимпийских играх 1960 года прошли с 20 по 26 февраля. Данные соревнования одновременно считались соревнованиями 16-го чемпионата мира по горнолыжному спорту.

## Общий медальный зачёт
| Место | Страна                          | Золото | Серебро | Бронза | Всего |
| ----- | ------------------------------- | ------ | ------- | ------ | ----- |
| 1     | Швейцария                       | 2      | 0       | 0      | 2     |
| 2     | Австрия                         | 1      | 2       | 2      | 5     |
| 3     | Объединённая германская команда | 1      | 1       | 1      | 3     |
| 4     | Франция                         | 1      | 0       | 2      | 3     |
| 5     | Канада                          | 1      | 0       | 0      | 1     |
| 6     | США                             | 0      | 3       | 0      | 3     |
| 7     | Италия                          | 0      | 0       | 1      | 1     |

## Медалисты

### Мужчины
| Вид               | Золото                  | Серебро                                          | Бронза                  |
| ----------------- | ----------------------- | ------------------------------------------------ | ----------------------- |
| Скоростной спуск  | Жан Вюарне Франция      | Ханс-Петер Ланиг Объединённая германская команда | Ги Перийя Франция       |
| Гигантский слалом | Рогер Штауб Швейцария   | Йозеф Штиглер Австрия                            | Эрнст Хинтерзер Австрия |
| Слалом            | Эрнст Хинтерзер Австрия | Матиас Ляйтнер Австрия                           | Шарль Бозон Франция     |

### Женщины
| Вид               | Золото                                      | Серебро         | Бронза                                              |
| ----------------- | ------------------------------------------- | --------------- | --------------------------------------------------- |
| Скоростной спуск  | Хайди Библь Объединённая германская команда | Пенни Питу США  | Траудль Хехер Австрия                               |
| Гигантский слалом | Ивонн Рюэгг Швейцария                       | Пенни Питу США  | Джулиана Минуццо Италия                             |
| Слалом            | Энн Хеггтвейт Канада                        | Бетси Снайт США | Барбара Хеннебергер Объединённая германская команда |

## Итоги чемпионата мира
Олимпийские результаты также считались результатами чемпионата мира. В связи с тем, что после введения в 1952 году гигантского слалома из олимпийской программы была исключена комбинация, медали за комбинацию выдавались ФИС на основании результатов, показанных в трёх олимпийских видах.

### Комбинация

#### Мужчины
| Место | Спортсмен        | Страна  | Очки |
| ----- | ---------------- | ------- | ---- |
| 1     | Ги Перийя        | Франция | 3,98 |
| 2     | Шарль Бозон      | Франция | 5.52 |
| 3     | Ханс-Петер Ланиг | ФРГ     | 5,66 |
| 4     | Йозеф Штиглер    | Австрия | 8,00 |
| 5     | Людвиг Ляйтнер   | ФРГ     | 8,00 |
| 6     | Париде Милианти  | Италия  | 8,22 |

#### Женщины
| Место | Спортсменка         | Страна  | Очки  |
| ----- | ------------------- | ------- | ----- |
| 1     | Энн Хеггтвейт       | Канада  | 6,96  |
| 2     | Соня Шперль         | ФРГ     | 10,08 |
| 3     | Барбара Хеннебергер | ФРГ     | 10,80 |
| 4     | Аннелиз Меггль      | ФРГ     | 10,88 |
| 5     | Терез Ледюк         | Франция | 11,44 |
| 6     | Карла Маркелли      | Италия  | 11,93 |